# Iron Man (együttes)
Az Iron Man amerikai heavy/doom metal együttes volt 1988 és 2018 között. Maryland államban alakultak.

## Története
A zenekar Al Morris III gitáros korábbi projektjeiből, a "Force"-ból és a "Rat Salad"-ből alakult ki. 1988-ban Black Sabbath feldolgozásokat kezdtek játszani, és az együttes egyik dala után Iron Man-re változtatták a nevüket. Első nagylemezüket 1993-ban adták ki. Az összes albumukon változott a felállás, egyedül Morris maradt az egyetlen örökös tag. Utolsó nagylemezük a 2013-as "South of the Earth" volt. Al Morris III 2018-ban elhunyt, 60 éves korában, így a zenekar feloszlott.

## Diszkográfia
- Black Night (1993)
- The Passage (1994)
- Generation Void (1999)
- Submission (EP, 2007)
- I Have Returned (2009)
- Dominance (EP, 2011)
- Att halla dig över (EP, 2012)
- South of the Earth (2013)